# Szupramolekuláris komplex

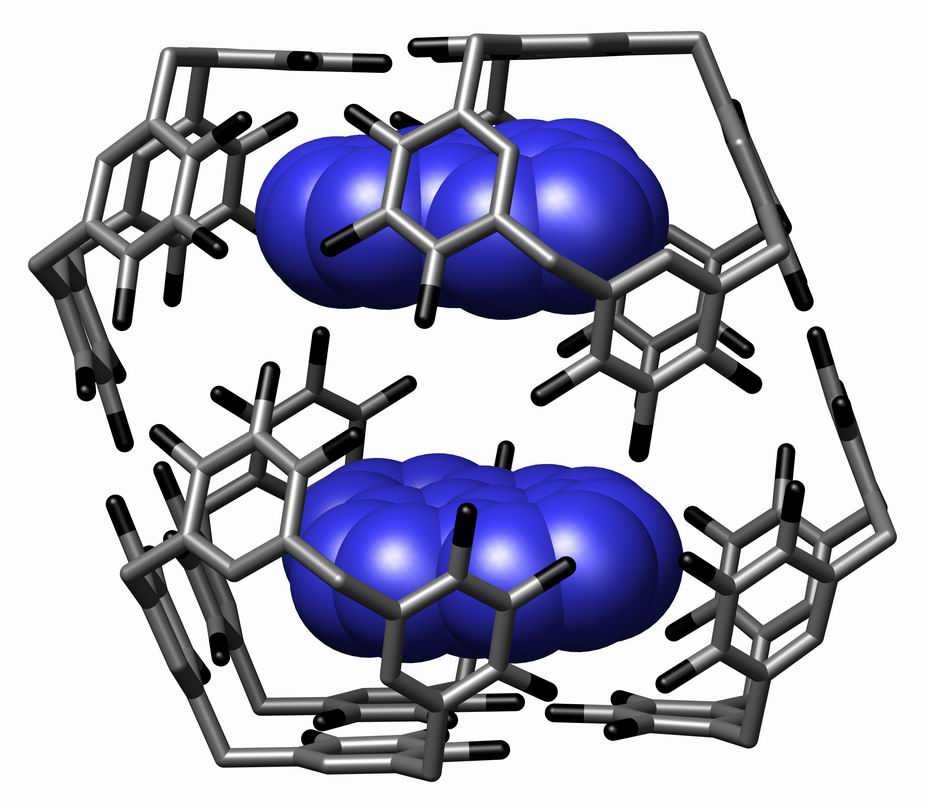
E példában két pirénvajsav van egy hidrogénkötésekkel összetartott, 6 C-hexilpirogallol[4]arénből álló hexamer nanokapszulában. A pirénvajsavak oldalláncai nincsenek a képen.

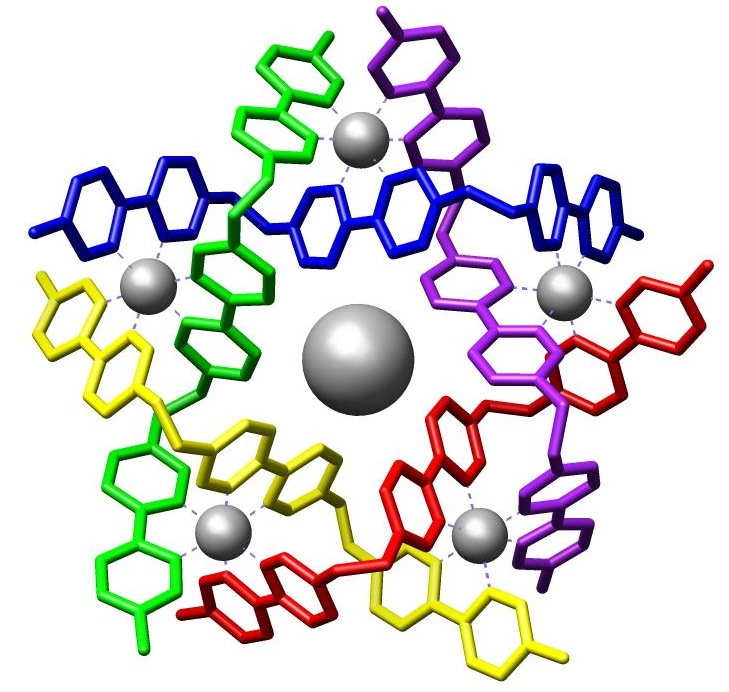
Gyűrűs Fe_{5}L_{5}Cl^{9+} helikát, ahol L trisz-bipiridin ligandum, középen a szürke atom Cl, a kisebb szürke atomok Fe-atomok.

A szupramolekuláris komplex nem kovalens kötésekkel összetartott molekulákból álló komplex. Állhat két molekulából (például egy dezoxiribonukleinsav-kettőshélix vagy egy inklúziós vegyület) vagy egy kvaterner komplexben lévő meghatározott számú sztöchiometriailag egymással kölcsönható molekulában, azonban gyakrabban használják meghatározatlan számú molekulából álló nagyobb, gömbölyű, szálas vagy lapos anyagokat alkotó komplexekre. Szupramolekuláris komplexek a kolloidok, a folyadékkristályok, a biomolekuláris kondenzátumok, a micellák és a biomembránok, ezeket a szupramolekuláris kémia tanulmányozza. A szupramolekuláris komplexek mérete nanométerestől a mikrométeresig terjedhet. Így nanoobjektumok hozhatók létre alulról felfelé kevesebb lépésben, mint egy hasonló méretű molekulából.
A szupramolekuláris komplexek kialakulása a molekuláris önösszeállás. Egyesek az önösszeállást az aggregátum molekulákból való keletkezésére használják, az önszerveződést a magasabb rendű szerkezetek keletkezésére használják. Ez hasznos a folyadékkristályok és a blokk-kopolimerek tárgyalásakor.

## Templátreakciók

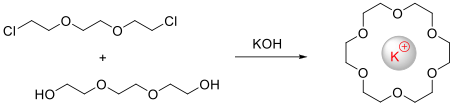
A 18-korona-6 előállítható kálium templátkationnal

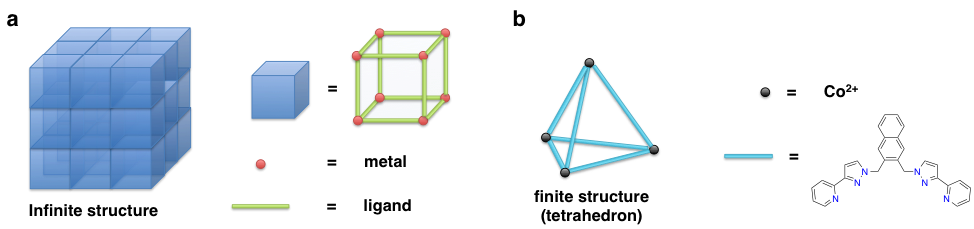
a: fémorganikus keretek, b: szupramolekuláris koordinációs komplexek

A fémionok (általában átmenetifém-ionok) oldatban ligandumokhoz kapcsolódnak. Sokszor e koordinációs gömb a ligandumok közti vagy azokat és más külső reagenseket érintő reakciókat érintő geometriákat határoz meg.
Ismert fémiontemplát-képzést alkotott Charles Pedersen különböző koronaéterek szintézisében. Például a 18-korona-6 erősen koordinál a káliumhoz, így Williamson-szintézissel előállítható kálium templáttal.
A fémionokat gyakran használják nagy szupramolekuláris szerkezetekhez. Példák erre a fémorganikus keretek (MOF). Ezek végtelen szerkezetek, ahol a fémek a szerves ligandumokat összekapcsoló csomópontok. Az SCC-k diszkrét rendszerek, ahol a fémek és a ligandumok egymással összeállnak véges szupramolekuláris komplexet alkotva, általában a komplex mérete és szerkezete meghatározható a fém-ligandum kötések szögével.

## Hidrogénkötések segítette szupramolekuláris komplex

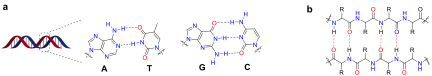
Hidrogénkötések (a) DNS-duplexben és (b) fehérje-β-redőben

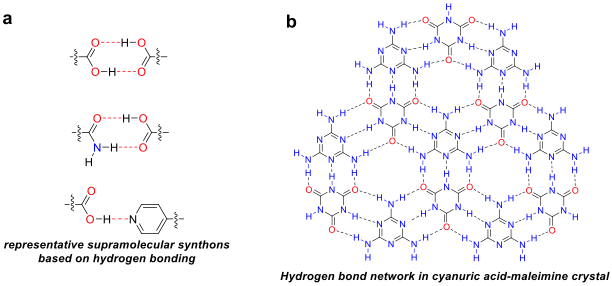
(a) Szupramolekuláris komplexek hidrogénkötés-mintái. (b) Cianursav-melamin kristályok hidrogénkötés-hálózata.

A hidrogénkötések segítette szupramolekuláris komplexekben kis szerves molekulák egyesülnek nagy szupramolekuláris szerkezetek létrehozásában. Ezek iránya, reverzibilitása és a hidrogénkötés ereje miatt vonzó, hasznos módszer a szupramolekuláris komplexekben. Az olyan funkcionális csoportok, mint például a karboxilcsoport, a karbamidcsoport, az amino- és amidocsoport gyakori nagyobb szerkezetek hidrogénkötés-alapú létrehozásában.
A hidrogénkötés fontos nagy biomolekulák másodlagos és harmadlagos szerkezetében. A DNS-kettőshélix nukleobázisok közti hidrogénkötéssel jön létre: az adenin és a timin 2, a guanin és a citozin 3 hidrogénkötést alkot. További hidrogénkötések segítette természetes szupramolekuláris komplexek még a fehérjék másodlagos szerkezetei: az α-hélix és a β-redő is az amid hidrogénje és a karbonilcsoport oxigénje közti hidrogénkötéssel jön létre.
A szupramolekuláris kémiában a hidrogénkötések gyakoriak a kristálytervezésben, a molekulafelismerésben és katalízisben. A hidrogénkötések a leggyakrabban használt szintonok az alulról történő építkezésben a kristályokon belüli molekuláris interakciókban. Cianursav és melamin 1:1 arányú keveréke sűrű hidrogénkötés-hálózatú kristályt alkot. Ez más kristályszerkezetek előállítására is használatos.

## Használata
A szupramolekuláris komplexeknek nincs meghatározott alkalmazásuk, de számos összetett reakcióban jelen vannak. Amfifil peptidek nanoszálas szupramolekuláris komplexei segítik a neuronnövekedést. Ennek előnye, hogy a nanoszálak egyes peptidekké bomlanak, melyeket a szervezet lebonthat. A dendritikus dipeptidek önösszeállásával üreges hengerek hozhatók létre. Ezek belső helikális rendezettségűek, és oszlopos folyadékkristályráccsá állnak össze. Vezikulummembránokban a porózus hengerek segítik a protontranszportot a membránon át. A dendronok összeállásával nanohuzalok készülhetnek. Az elektrondonor-akceptor komplexek a hengeres szupramolekuláris komplexek központjai, melyek kétdimenziós oszlopos folyadékkristályráccsá szerveződnek. Minden hengeres szupramolekuláris komplex önálló szálként működik, nagy töltéshordozók mozgását lehetővé téve elektronhiányok és az elektronok esetén is.

## Fordítás
Ez a szócikk részben vagy egészben  a   Supramolecular complex című angol Wikipédia-szócikk ezen változatának fordításán alapul.  Az eredeti cikk szerkesztőit annak laptörténete sorolja fel. Ez a jelzés csupán a megfogalmazás eredetét és a szerzői jogokat jelzi, nem szolgál a cikkben szereplő információk forrásmegjelöléseként.